# 안웅철
안웅철(1964년 8월 17일 ~ )은 대한민국의 사진작가이다. 대학에서 디자인을 전공한 후 사진가로 활동 중이다. 1993년 개인전을 시작으로 십여 차례의 개인전과 수십 회의 그룹전 또는 페어에 참가했다.
대표적인 프로젝트(전시)로는 '서울 정도 600년' 기념 사진전(1994, 예술의 전당 한가람 미술관),'광복 60주년, 사진 60년' 사진전(2005, 문예회관 전시장), '유방암 켐페인' 사진전(2007, 명동 에비뉴엘 백화점 갤러리), 환경재단 후원 인물 사진전(2006, 인사아트센타)과 주요 개인전으로는 '뉴욕스토리' 전(1993, 한마당 갤러리) '한불수교 120주년' 기념 사진전(2006, 명동 에비뉴엘 백화점 갤러리), '기억의 하늘' 전(2008, 듀지엠, 아트앤 드림 갤러리), '여수 국제 아트 페스티발' 전(2008, 여수), '엄마의 정원' 전(2009, 스페이스 101 갤러리), Moment's in time 전 (2009, 뉴욕, 블랭크 스페이스 갤러리), '공차는 아이들' 전(2010, 뮤제아시아 갤러리)'사진. 음악을 사랑하다' 전(2010, 올림포스 홀 & 갤러리), 스틸라이프 출판전(2010), 등의 전시회를 개최했다. 이후 가나아트 레지던시작가(2014-2017)로 활동했다. 현재는 세계적인 음반사 독일의 ECM RECORDS와 커버이미지를 협업하는 한국 유일의 사진가이다.
풍경사진집 《are you going with me?》 (2003.컬쳐앤컴퍼니)을 비롯한 세 권의 사진집과 소설가 김훈과 공저한 《공차는 아이들》(2006, 생각의 나무) 또한 그의 사진 인생사를 담은 에세이 《스틸 라이프 - 안웅철의 음악 같은 사진 이야기》(2010, 시공사) 등의 저서를 발표했다. 패션 브랜드 베이직 하우스, 빈폴(제일모직) 등과 콜라보했고 2016년엔 그릐 사진에서 영감을 받은 향수 AN[ahn]을 런칭했다.  그의 작품은 신세계 백화점(영등포점, 부산점...), 명동 에비뉴엘 백화점, 까르띠에 코리아, 프랑스 대사관 등에 소장되어 있다.